# Stadio Renzo Barbera
Stadio Renzo Barbera är en fotbollsarena placerad i Palermo, på den Italienska ön Sicilien. Arenan döptes efter Renzo Barbera  som var president för U.S. Città di Palermo under elva år.
Palermo, som spelar i Italiens andra högsta fotbollsliga Serie B, har Stadio Renzo Barbera som hemmaarena. 
Stadio Renzo Barbera öppnade den 24 januari 1932 och blev renoverad under 1989. Mellan 1952 och 2002 hette arenan Stadio La Favorita, vilket den fortfarande är allmänt känd som. Stadio Renzo Barbera tar in 37 619 åskådare och storleken på planen är 105 x 68 meter.
Arenan ligger bredvid travbanan Ippodromo La Favorita, som stängdes 2017.